# Timna
Timna è il nome in codice di un processore, mai arrivato sul mercato, il cui sviluppo è stato portato avanti per diversi mesi da parte di Intel tra il 1999 e il 2000.

## Storia
Nel 1999 Intel affidò al proprio centro di ricerca e sviluppo di Haifa in Israele il compito di sviluppare un nuovo processore per il segmento desktop di fascia economica (probabilmente sarebbe stato una sorta di Celeron) che integrasse sul die 2 controller: quello della memoria RAM e quello grafico. Si trattava di un progetto ambizioso e di nuova concezione, complicato ulteriormente dalla limitata disponibilità di fondi, cosa che portò a basare il progetto di questo chip (chiamato poi appunto Timna) su quello del Pentium III, nel tentativo di limitare le spese.
Lo sviluppo di Timna iniziò, continuando speditamente fino al 2000, anno in cui il progetto era ormai praticamente ultimato e molti dei necessari passaggi di verifica erano stati già completati.

### Caratteristiche tecniche
Timna doveva essere, come detto, un processore basato sull'architettura P6 alla base anche del Pentium III e di conseguenza a parte l'integrazione dei due controller, gran parte delle sue caratteristiche erano condivise con tale CPU. Il processo produttivo era quello a 0,18 micrometri (180 nm) e anche il socket rimaneva lo stesso, il 370. Il BUS doveva essere a 133 MHz, mentre erano previste, almeno inizialmente, due velocità di clock pari a 600 MHz e 667 MHz, con un'ulteriore opzione per i 700 MHz dopo circa un anno dal lancio. La cache L2 integrata era di 128 KB e la RAM supportata dal controller era la RDRAM di Rambus, promossa strenuamente da Intel anche con le ultime versioni di Pentium III e le prime di Pentium 4. Infine sembra, ma non è stato confermato che il sottosistema grafico dovesse essere il Savage 4 sviluppato da S3 Graphics (in seguito acquisita da VIA Technologies).

### Cessazione dello sviluppo
A questo punto però, da Santa Clara (sede principale della Intel) arrivò una notizia del tutto inattesa: «È necessario abbandonare il progetto Timna». La motivazione dietro a questa decisione risiedeva nel fatto che Intel si era resa conto di aver commesso un grosso errore strategico nel momento in cui aveva deciso di utilizzare la tecnologia RDRAM di Rambus per i suoi Pentium III e Pentium 4, e soprattutto nell'averla adottata in maniera esclusiva, senza consentire l'utilizzo delle più economiche memorie DDR con cui AMD stava guadagnando consistenti fette di mercato. Tale tecnologia infatti, anche se offriva prestazioni decisamente più elevate di quella alla base delle memorie DDR, era però molto più costosa per l'utente finale e aveva di fatto limitato la diffusione su vasta scala dei processori Intel dell'ultima generazione.
Dato che il controller della memoria era parte integrante di Timna, e chiaramente basato anch'esso sulla tecnologia RDRAM, questo cambio di rotta non poteva che bloccarne bruscamente lo sviluppo. I progettisti provarono ad utilizzare il Memory Translator Hub (MTH) che era già stato sviluppato per il chipset del Pentium 4 i845 Brookdale (che proprio grazie all'integrazione di tale componente, rispetto al contemporaneo i850 Tehama offriva supporto alle tradizionali memorie DDR) per collegare Timna alle DDR, ma sorsero immediatamente problemi di compatibilità. Venne tentata una ri-progettazione dell'MTH, ma i problemi continuavano a permanere e alla fine il gruppo di ricerca si arrese ufficialmente il 29 settembre 2000. Gli ingegneri furono quindi chiamati a lasciare quel progetto ed a iniziarne uno nuovo per un processore mobile, Banias, che diventò poi il primo Pentium M alla base della prima generazione della piattaforma mobile Centrino.

## Timna: il primo "System on a Chip" di Intel, ma non l'unico
Timna era senza dubbio una CPU rivoluzionaria per i tempi in cui era stata progettata, proprio a causa della presenza del doppio controller integrato. Intel per anni non si è più dedicata allo sviluppo di un processore del genere, che oggigiorno viene definito System on a Chip (SoC), fino a quando nel 2007 è stato presentato il progetto Tolapai, che era però una CPU destinata al settore embedded (fino a quel momento dominato da VIA), e che integrava al suo interno il controller della memoria RAM e la circuiteria di I/O. Tolapai quindi era un processore perfettamente integrato con il chipset, e in particolare sia con il northbridge, sia con il southbridge.
Durante l'Intel Developer Forum che si è svolto ad agosto 2008, Intel ha dichiarato di essere impegnata nello sviluppo di ben 15 progetti SoC, destinati a diversi settori di mercato e tra questi si può citare il chip Canmore, presentato proprio durante l'evento ma destinato ai dispositivi di elettronica di consumo, e anche il prossimo arrivo del primo processore SoC destinato all'impiego nei sistemi ultra portatili UMPC, l'Atom Lincroft, che sarà alla base della futura piattaforma Intel Moorestown prevista per il 2009, oltre che la sua controparte destinata al settore desktop/mobile di fascia ultra economica, Pineview.